# Vương triều xác sống
Vương triều xác sống (Hangul: 킹덤; Romaja: Kingdeom, tên tiếng Anh: Kingdom) là một bộ phim truyền hình kinh dị, thời kỳ chính trị Hàn Quốc năm 2019 được biên tập bởi Kim Eun-hee và Kim Seong-hun đạo diễn. Đây là bộ truyện gốc Hàn Quốc đầu tiên trên nền tảng dịch vụ xem phim trực tuyến của Netflix, khởi chiếu vào ngày 25 tháng 1 năm 2019. Bộ phim được chuyển thể từ loạt webcomic The Kingdom of the Gods của tác giả  Kim Eun-hee và họa sĩ Yang Kyung-il.

Bộ phim được giới chuyên môn đánh giá khá tích cực, phần thứ 2 của bộ phim của bộ phim được phát hành vào ngày 13 tháng 3 năm 2020. Trong khi phần 3 đang được sản xuất, Kingdom sẽ phát hành 1 tập đặc biệt có tựa đề Vương Triều Xác Sống: Ashin của Phương Bắc cho nhân vật Ashin của Jun Ji Hyun. Đây sẽ là phần ngoại truyện của Kingdom phần 2 và cốt truyện là nhân vật bí ẩn mà nhóm của Lee Chang gặp phải trong chuyến hành trình đi về phía Bắc để tìm hiểu nguồn gốc của người bị nhiễm bệnh.

## Tóm tắt
Vương triều xác sống lấy bối cảnh thời Joseon của Hàn Quốc trong cuộc chiến tranh chống xâm lược với Nhật Bản (1592-1598). Phần đầu tiên mô tả câu chuyện của Thế tử Lee Chang (Joo Ji-hoon), người đang nỗ lực điều tra sự lây lan của dịch bệnh bí ẩn. Thế tử Lee Chang, bị Lãnh chúa Cho Hak-ju (Ryu Seung-ryong) và Vương phi (Kim Hye-jun) ngăn cản không cho diện kiến phụ vương, dự cảm chuyện chẳng lành, liền bày mưu cùng cận vệ Mu-yeong đột nhập vương cung và trộm sổ ghi chép điều trị, biết được một vị thái y tên Lee Seung Hui là người cuối cùng thăm khám, Lee Chang đã sốc trước những gì mình tìm thấy, Thế tử liền xuất cung về Jiyulheon, trên đỉnh núi Geumjeong, Dongnae phía Nam xa xôi để tìm câu trả lời. Ở đó, anh chám trán nữ y sĩ Seo-bi (Bae Doo-na) và Yeong Sin (Kim Sung-kyu) những người đang phải vật lộn để đốt mặt với một dịch bệnh khiến người chết sống lại như những con quái vật khát máu. Tất cả họ cùng nhau đối mặt với cuộc chiến sinh tử để không chỉ ngăn cản sự lây lan của dịch bệnh mà còn để cứu Vương triều khỏi bị lật đổ
Phần thứ hai  tiếp tục miêu tả cuộc đấu tranh của Thế tử Lee Chang để cứu người dân khỏi dịch bệnh và triều đại của Thế tử khỏi âm mưu của gia tộc Haewon Cho hùng mạnh. Trong khi đó, lũ xác sống đã không còn sợ ánh nắng mặt trời, Thế tử đã phát hiện ra lũ xác sống ưa lạnh và ghét thời tiết nóng nắng. Một loài cây quý hiếm đã bí mật được dùng để hồi sinh Quốc vương đã băng hà. Nhưng không còn là con người nữa, Quốc vương đã biến thành con quái vật thèm khát máu và thịt người. Căn bệnh chưa từng thấy này đã lây lan nhanh chóng, trở thành một đại họa không thể lường trước. Thế tử Lee Chang và các cận vệ của mình tiếp tục bảo vệ vương triều khi những xác sống ngày càng trở nên đông hơn, trong khi đó nữ y sĩ Seo Bi đã tìm ra cách ngăn chặn bệnh dịch. Còn ở trong cung, Vương phi đang có một âm mưu man rợ để chiếm đoạt ngai vàng.

## Diễn viên

### Vai chính
- Joo Ji-hoon vai Lee Chang[15]  - Thế tử của Joseon và là người thừa kế ngai vàng hiện tại. Thế tử nghi ngờ về căn bệnh bí ẩn đang anh hưởng đến cha mình, Đại vương của Joseon, cuộc điều tra của anh không chỉ khám phá ra một bệnh dịch nguy hiểm khiến người chết sống lại mà còn là một âm mưu phản bội gia tộc Hoàng gia và chiếm đoạt anh làm người thừa kế.
- Ryu Seung-ryong vai Lãnh chúa Cho Hak-ju[16] - Quốc trưởng của Joseon và là người đứng đầu gia tộc Haewon Cho. Ông là cha của Vương phi Cho và Cho Beom-il và là chú của Cho-Beom-pal. Là một nhà lãnh đạo lạnh lùng, tàn nhẫn, ông tìm mọi cách để đảm bảo quyền lực của mình trên ngai vàng thông qua đứa con trong bụng của Vương phi Cho, người mà ông tìm mọi cách để thay thế ngai vàng cho Thế tử Lee Chang.
- Bae Doona vai Seo-bi[2]  - nữ y sĩ của bác sĩ từ Dongnae, cô là một trong những người đầu tiên phát hiện ra sự bùng phát của bệnh dịch bí ẩn. Cô hy vọng tìm cách chữa trị và sở hữu một cuốn nhật ký chứa thông tin quan trọng về căn bệnh này.
- Kim Sang-ho vai Mu-yeong[17] - vệ sĩ riêng trung thành của Thế tử Chang, người đi cùng anh đến các tỉnh phía nam để điều tra bệnh dịch, để lại người vợ đang mang thai của anh ở thủ đô.
- Kim Sung-kyu vai Yeong-shin - một thợ săn hổ bí ẩn đến từ miền Nam cũng là một trong những người đầu tiên phát hiện ra sự bùng phát của bệnh dịch. Là một chiến binh lành nghề mang súng hỏa mai châu Âu thời kỳ đầu, anh ta liên minh với Lee Chang và giúp dẫn đầu cuộc chiến chống lại xác sống.
- Jeon Seok-ho vai Cho Beom-pal[18] - Một tuần án có phần bất tài của Dongnae và cháu trai của Cho Hak-ju. Anh từng quan tâm đến việc bảo vệ bản thân hơn là bảo vệ người dân của mình.
- Kim Hye-jun vai Vương phi Cho  "đang mang thai" của Quốc vương Joseon, là con gái của Cho Hak-ju, chị gái của Cho Beom-il và mẹ kế của Lee Chang. Giống như cha mình, cô đang tìm mọi cách để đảm bảo quyền lực của mình trên ngai vàng bằng cách sinh ra một người con trai sẽ thay thế Thế tử Lee Chang trở thành người thừa kế hợp pháp.
- Heo Joon-ho vai Lãnh chúa Ahn Hyeon[19] - Một cựu tổng đốc và lãnh đạo quân đội đã từ chức công vụ, bất chấp sự nổi tiếng của mọi người, để sống một cuộc sống yên tĩnh ở Sangju. Ông cũng là người cố vấn cho Lee Chang thời trẻ.

### Vai phụ
- Jung Suk-won vai Cho Beom-il - con trai của Cho-Hak-ju và là anh trai của Hoàng hậu Cho và là một chỉ huy trong Quân đội Hoàng gia.
- Kim Jong-soo vai Kim Sun - Học giả chính trị ở Hanyang, người có xung đột với Cho Hak-ju.
- Kwon Bum-taek vai Lee Seung-hui - Bác sĩ hoàng gia phục vụ cho nhà Vua.
- Lee Yang-hee trong vai Bộ trưởng Bộ Chiến tranh - Chính trị gia quyền lực ở Hanyang, người ban đầu trung thành với gia tộc Haewon Cho nhưng nhận thấy lòng trung thành của mình bị lung lay.
- Jin Seon-kyu vai Deok Sung - cánh tay phải trung thành của Ahn Hyeon.
- Joo Suk-tae vai Lee Do-jin - Lãnh đạo Đội Bảo vệ Cung điện, anh nhận lệnh Cho Hak-ju đi về phía nam để bắt Lee Chang, anh ta trung thành với Cho Hak-ju.
- Ahn Eun-jin vai vợ của Mu-yeong - Một người vợ yêu thương, đang mang thai, được bảo vệ bởi gia tộc Haewon Cho.
- Kim Tae-hoon vai Lee Gang-yun - Người đứng đầu Quân đội Hoàng gia, người đi về phía nam cùng Cho Hak-ju. [ Phần 2 ]
- Park Byung-eun vai Min Chi Rok - Người đứng đầu Bộ Chỉ huy Hoàng gia và là một cung thủ giỏi giang trở nên nghi ngờ Vương phi. [ Phần 2 ]
- Jo Han-chul vai Won Yu - Hậu duệ của một thành viên bị lưu đày trong hoàng tộc sống một cuộc sống yên tĩnh trên hòn đảo xa xôi, người được Lee Chang tìm kiếm. [ Phần 2 ]
- Jun Ji-hyun vai Ah-sin - Một người lạ bí ẩn đến từ tỉnh Hamgyeong ở miền Bắc đất nước. [ Phần 2 ]

## Số tập

### Số phần
| Mùa | Mùa | Số tập | Số tập | Phát hành gốc       | Phát hành gốc       |
| --- | --- | ------ | ------ | ------------------- | ------------------- |
|     | 1   | 6      | 6      | 25 tháng 1 năm 2019 | 25 tháng 1 năm 2019 |
|     | 2   | 6      | 6      | 13 tháng 3 năm 2020 | 13 tháng 3 năm 2020 |

### Phần 1 (2019)
| TT. tổng thể | TT. trong mùa phim | Tiêu đề | Đạo diễn      | Biên kịch   | Ngày phát sóng gốc  |
| --- | ------------------ | ------- | ------------- | ----------- | ------------------- |
| 1 | 1                  | "Tập 1" | Kim Seong-hun | Kim Eun-hee | 25 tháng 1 năm 2019 |
| Quan viên triều đình phát hiện cáo thị tại Hanyang tung tin nhà vua băng hà. Thế tử Lee Chang muốn đến thăm cha nhưng ả Vương hậu trẻ lại tìm cách cản trở chàng.          |                    |         |               |             |                     |
| 2 | 2                  | "Tập 2" | Kim Seong-hun | Kim Eun-hee | 25 tháng 1 năm 2019 |
| Thái tử Chang cùng Mu Yeong đến Jiyulheon và khám phá ra một vụ việc kinh hoàng. Lời kể của Seo Bi về thứ cô nhìn thấy giống Thế tử Chang một cách kì lạ.                  |                    |         |               |             |                     |
| 3 | 3                  | "Tập 3" | Kim Seong-hun | Kim Eun-hee | 25 tháng 1 năm 2019 |
| Khi đêm về, Dongnae chìm trong cơn ác mộng. Cho Hak Ju và Vương hậu giám sát việc "chăm sóc" đức vua, còn Thế tử, trước sự thật đớn đau, chàng thề sẽ chống trả đến cùng.  |                    |         |               |             |                     |
| 4 | 4                  | "Tập 4" | Kim Seong-hun | Kim Eun-hee | 25 tháng 1 năm 2019 |
| Thế tử Chang tìm đến Đại nhân Ahn Hyeon để nhờ giúp sức nhưng lại gặp nhóm người sống sót trên đường đi. Chàng đưa họ tới Jiyulheon theo lời khuyên của Seo Bi.            |                    |         |               |             |                     |
| 5 | 5                  | "Tập 5" | Kim Seong-hun | Kim Eun-hee | 25 tháng 1 năm 2019 |
| Nhóm Thế tử Chang đi ngang ngôi làng no ấm một cách kì lạ. Trong lúc ẩn náu tại phủ của Đại nhân Ahn Hyeon, Seo Bi nhận thấy điều bất thường.                              |                    |         |               |             |                     |
| 6 | 6                  | "Tập 6" | Kim Seong-hun | Kim Eun-hee | 25 tháng 1 năm 2019 |
| Trước những lời của Cho Hak Ju, ả Vương hậu đang che giấu bí mật đáng sợ không khỏi ớn lạnh. Thái tử Chang ra lệnh bảo vệ Sangju, nhưng Seo Bi lại có linh cảm chẳng lành. |                    |         |               |             |                     |

### Phần 2 (2020)
| TT. tổng thể | TT. trong mùa phim | Tiêu đề | Đạo diễn      | Biên kịch   | Ngày phát sóng gốc  |
| --- | ------------------ | ------- | ------------- | ----------- | ------------------- |
| 7 | 1                  | "Tập 1" | Kim Seong-hun | Kim Eun-hee | 13 tháng 3 năm 2020 |
| Trở ngại bất ngờ ở Sangju đặt ra nhiều vấn đề mới cho Thế tử Chang lẫn những người khác. Seo Bi và Cho Beom Pal tìm đến Cho Hak Ju để được an toàn.                    |                    |         |               |             |                     |
| 8 | 2                  | "Tập 2" | Park In-je    | Kim Eun-hee | 13 tháng 3 năm 2020 |
| Sau khi Thế tử Chang đột nhập vào Mungyeong Saejae, cơn ác mộng ập đến. Quan lại triều đình lục soát nơi ở của Vương hậu, nghi ngờ ả đang che giấu điều gì đó.         |                    |         |               |             |                     |
| 9 | 3                  | "Tập 3" | Park In-je    | Kim Eun-hee | 13 tháng 3 năm 2020 |
| Khi Cho Hak Ju được cứu khỏi cảnh bị bắt giam, Thế tử Chang liền đuổi theo. Seo Bi tìm cách điều trị căn bệnh. Vương hậu chờ đón Vương tử của mình.                    |                    |         |               |             |                     |
| 10 | 4                  | "Tập 4" | Park In-je    | Kim Eun-hee | 13 tháng 3 năm 2020 |
| Seo Bi tiết lộ một phát hiện quan trọng với Thái tử Chang - người có chuyện muốn nhờ cô. Cho Hak Ju đến gặp Vương hậu và yêu cầu ả nói cho ông ta sự thật.             |                    |         |               |             |                     |
| 11 | 5                  | "Tập 5" | Park In-je    | Kim Eun-hee | 13 tháng 3 năm 2020 |
| Để cứu những sinh mạng vô tội, Thế tử Chang và đội quân của mình tiếp quản Hanyang. Vương hậu quyết định nếu ả không thể có ngai vàng thì cũng không ai có thể có được |                    |         |               |             |                     |
| 12 | 6                  | "Tập 6" | Park In-je    | Kim Eun-hee | 13 tháng 3 năm 2020 |
| Khi cung điện bị nhuộm đỏ bằng máu tươi, Thế tử Chang buộc phải thực hiện một chiến lược rủi ro. Seo Bi bế đứa bé và lẩn trốn.                                         |                    |         |               |             |                     |

## Sản xuất

### Phát triển
Vào ngày 5 tháng 3 năm 2017, Netflix thông báo rằng sẽ lên kế hoạch sản xuất phần đầu tiên cho bộ phim. Cùng với thông báo này, đã có xác nhận rằng Kim Seong-hun sẽ đạm nhận vai trò đạo diễn và Kim Eun-hee sẽ được chỉ định là biên kịch. Các công ty sản xuất liên quan đến loạt phim này dự kiến bao gồm AStory. Đạo diễn Park In-je đảm nhận vai trò xuất và chỉ đạo từ tập 2 của phần thứ 2. Đạo diễn Kim Seong-hun sẽ đạm nhận chỉ đạo sản xuất tập đặc biệt Vương Triều Xác Sống: Ashin của Phương Bắc với Kim Eun-hee đảm nhận vai trò biên kịch.
Loạt phim đã vượt quá kinh phí ban đầu, với mỗi tập có giá hơn 1,78 triệu đô la. Ngay cả trước khi phát hành phần đầu tiên, Netflix đã thông báo rằng họ sẽ thực hiện phần thứ hai. Quá trình quay phần hai bắt đầu vào tháng 2 năm 2019, với Đạo diễn Park In-je tham gia sản xuất chỉ đạo từ tập 2 của phần thứ 2.
Ngày 16/1/2018, một thành viên của đoàn nghệ thuật tử vong do làm việc quá sức. Vào ngày 14 tháng 3 năm 2019, có thông tin xác nhận rằng khi đang quay phần thứ hai, một nhân viên trong đội sản xuất đã qua đời sau một vụ tai nạn xe hơi.

### Diễn viên
Nam diễn viên Song Joong-ki được mời đóng vai chính nhưng đã từ chối. Vào tháng 9 năm 2017, có thông tin rằng Ju Ji-hoon, Ryu Seung-ryong và Bae Doo-na đang đàm phán để đóng vai chính trong bộ phim. Vào tháng 11 năm 2019, có thông tin rằng Jun Ji-hyun sẽ đóng vai chính trong mùa thứ hai.

## Phát sóng
Vào ngày 17 tháng 12 năm 2018, trailer chính thức của bộ phim đã được phát hành. Vào ngày 25 tháng 1 năm 2019, phần đầu tiên của bộ phim, bao gồm sáu tập, được phát hành trên toàn thế giới trên nền tảng xem phim trực tiếp Netflix. Phần thứ hai, cũng bao gồm sáu tập, được phát hành vào ngày 13 tháng 3 năm 2020. Tập đặc biệt với tựa đề Vương Triều Xác Sống: Ashin của Phương Bắc dự kiến phát hành vào năm 2021.

## Giải thưởng và đề cử
| Giải thưởng               | Hạng mục        | Đề cử                                                  | Kết quả                    | Chú thích. |
| ------------------------- | --------------- | ------------------------------------------------------ | -------------------------- | ---------- |
| 56th Baeksang Arts Awards | Best Drama      | Kingdom                                                | Đề cử                      | [ 38 ]     |
| 56th Baeksang Arts Awards | Technical Award | Kim Nam-sik, Ryu Gun-hee (Visual Effects)              | Đề cử                      | [ 38 ]     |
| 2nd Asia Contents Awards  | Best Drama      | Kingdom                                                | Đề cử                      |            |
| 2nd Asia Contents Awards  | Best Actor      | Ju Ji-hoon                                             | Đoạt giải                  |            |
| 2nd Asia Contents Awards  | Best Writer     | Kim Eun-hee                                            | Đoạt giải                  |            |
| 2nd Asia Contents Awards  | Technical Award | Visual Effects, Make Up, Costume Design, Sound Effects | Đoạt giải (Visual Effects) |            |